# Agence nationale du sport
Pour les articles homonymes, voir ANS.
L'Agence nationale du sport (ANS), personne morale de droit public, est un groupement d'intérêt public (GIP), associant des représentants de l'État, du mouvement sportif, des collectivités territoriales et des acteurs économiques et sociaux (fédérations, clubs et entreprises privées).

## Objectifs
(août 2025).
L'ANS a pour objectifs le financement et l'organisation du sport en France (développement de la pratique sportive pour tous).
En outre, l'ANS tend également à développer le haut niveau et la haute performance, notamment dans la perspective des Jeux olympiques et paralympiques (JOP) à Paris en 2024 (objectifs de 80 médailles).
Pour parvenir à ces missions, la rénovation des équipements sportifs et un fil directeur de promotion du sport comme vecteur de bien-être, santé et lien social sont envisagés. Les détections des jeunes talents pour le haut niveau reste également important.

## Historique
La politique sportive est née en France dans les années 1920, puis avec le Front populaire. Elle a pris son essor après la Seconde Guerre mondiale avec l’ordonnance du 28 août 1945, le mouvement sportif se voit alors confier une mission de service public.
Par les textes ultérieurs, et même si les collectivités territoriales sont les premières contributrices à la dépense publique en faveur du sport, l’État occupe une place importante en tant qu’organisateur et régulateur. En 1975 est créé le Fonds national d’aide aux sportifs de haut niveau, devenu le Fonds national de développement du sport (FNDS) par la loi des finances pour 1979, sur proposition de Jean-Pierre Soisson, ministre de la Jeunesse, des Sports et des Loisirs , fonds qui est la principale source de financement du mouvement sportif. Le Centre national pour le développement du sport (CNDS), un établissement public national, placé sous la tutelle de la ministre chargée des sports, créé par un décret du 2 mars 2006 succède au Fonds National de Développement du Sport.

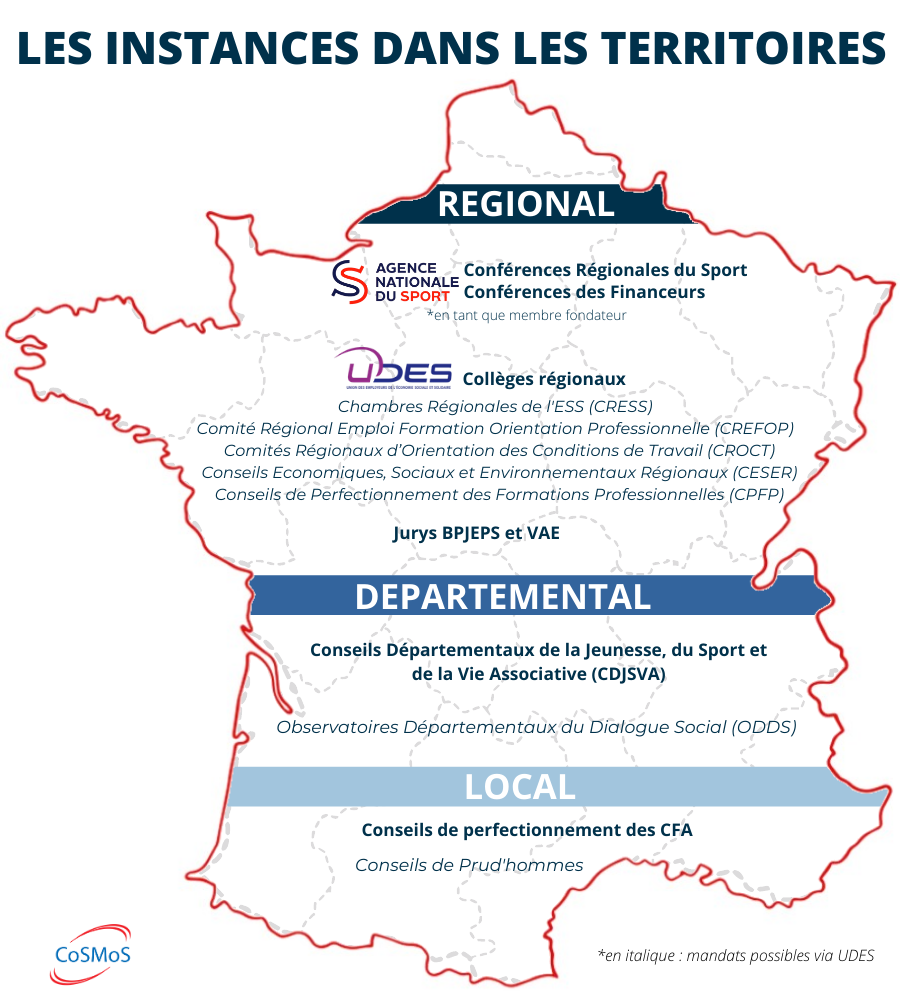
Les instances d'organisation sportives dans le territoire.

En janvier 2013, la Cour des comptes dans un rapport thématique Sport pour tous et sport de haut niveau, pour une réorientation de l’action de l’action de l’État critique l'organisation et le financement du sport en France et préconise une refonte. La Cour confirme et complète ses observations et préconisations dans un rapport de 2018 : 

« La rénovation attendue n’a pas été menée à bien. Les interventions de l’État envers les fédérations ont été si peu réformées que les problèmes de gouvernance, de gestion et de solidarité dans le mouvement sportif restent entiers. Le rôle de régulation de l’État, dont les fédérations sportives sont les délégataires, est à réviser profondément pour mieux garantir l’intérêt général. »

En août 2018, la ministre des sports, Laura Flessel, à la suite du rapport d'août 2018 « Nouvelle gouvernance du sport » de Laurence Lefèvre et Patrick Bayeux, annonce la création d'une agence pour 2019 : 

« Cette Agence nationale du sport, qui va être créée pour le 1er trimestre 2019, aura une double articulation. Un pôle qui va travailler sur la haute performance et un pôle qui va travailler sur le développement du sport pour tous, partout et tout au long de notre vie. »

La convention constitutive du groupement est approuvée par arrêté du 29 avril 2019. Il est mis fin à l'existence du Centre national du développement du sport (CNDS) dont les biens, droits et obligations sont transférés à l'Agence nationale du sport.
Installée dans les locaux du CNDS, dans le 13e arrondissement, l'ANS doit emménager dans de nouveaux locaux à Ivry-sur-Seine en septembre 2020.

### Interrogations et réserves sur la création de l'Agence
Le Conseil d'État dans un avis consultatif rendu le 17 avril 2019 a émis des réserves sur le projet de création d’un groupement d’intérêt public (GIP) en relevant que l’État serait, au moins au départ, le seul contributeur financier de l’agence (350 millions d’euros en 2019), ce qui ne correspond pas au statut de GIP, où tous les acteurs doivent contribuer.
Marie-George Buffet, dans un avis déposé à l'Assemblée nationale s'interroge sur la création de l'Agence et écrit : « c’est bien la question du rôle de l’État dans la définition d’une politique publique majeure, le sport, qui est posée. » Les interrogations demeurent lors de la création de l'Agence.

Dans l'arrêté du 4 octobre 2019 portant approbation de la convention constitutive du groupement il est prévu une évaluation de l'agence : 

« Après la tenue de jeux Olympiques et Paralympiques de Paris 2024, l'action de l'agence sera évaluée de manière globale et indépendante afin que les membres puissent confirmer le bien-fondé du GIP et de ce nouveau modèle sportif français. A cette fin et à partir de cette évaluation globale, l'assemblée générale se réunira au plus tard le 31 décembre 2025. »

## Missions
L'agence nationale du sport a une double mission :
- En matière de développement des pratiques sportives elle doit soutenir des projets visant le développement de l'accès au sport de tous les publics sur l'ensemble du territoire hexagonal et ultramarin, en impulsant de nouvelles dynamiques liées au sport. Elle accompagne des projets de développement des fédérations et de leurs déclinaisons territoriales. Elle s'efforce de corriger les inégalités sociales et territoriales en matière d'accès aux pratiques et aux équipements sportifs.
- En matière de développement du haut niveau et de la haute performance sportive elle élabore une stratégie nationale et internationale de mise en œuvre des objectifs nationaux concernant le haut niveau et la haute performance sportive, en particulier dans les disciplines olympiques et paralympiques. Elle accompagne financièrement et opérationnellement les fédérations, les équipes techniques et les athlètes dans le cadre de ces objectifs stratégiques Elle produit des connaissances dans les domaines de la performance et de l'intelligence sportives.

## Composition et gouvernance
Le GIP est constitué des membres fondateurs de l'Agence : l'État ; le Comité national olympique et sportif français (CNOSF), le Comité paralympique et sportif français (CPSF), l'Association régions de France ; l'Assemblée des départements de France, France urbaine, l'Association des maires de France et des présidents d'intercommunalité (AMF), le Mouvement des entreprises de France (MEDEF), la Confédération des petites et moyennes entreprises (CPME), l'Union des entreprises de proximité (U2P), l'Union sport et cycle et le CoSMoS (Organisation patronale du Sport).
Tous les membres du groupement participent aux décisions et sont représentés au sein de l'un des quatre collèges du GIP : le collège des représentants de l'État qui détient 30 % des droits de vote ; le collège des représentants du mouvement sportif qui détient 30 % des droits de vote ; le collège des associations représentant les collectivités territoriales qui détient 30 % des droits de vote ; le collège des représentants des acteurs économiques et sociaux qui détient 10 % des droits de vote.
Elle est dirigée par Frédéric Sanaur, ex-directeur général de la Fédération française d'athlétisme.
L'ANS est dotée d'un budget de 350 millions d'euros financés par l'État.
| Identité            | Période           | Période          |
| Identité            | Début             | Fin              |
| ------------------- | ----------------- | ---------------- |
| Jean Castex         | 4 octobre 2019    | 2 juillet 2020   |
| Michel Cadot        | 17 septembre 2020 | 28 novembre 2024 |
| David Lazarus (d)   | 14 octobre 2024   | 28 novembre 2024 |
| Marie-Amélie Le Fur | 28 novembre 2024  | En cours         |

## Financement
L'Agence reçoit une contribution sur la cession à tout service de télévision des droits de diffusion de manifestations ou compétitions sportives (taxe Buffet). Le produit de cette contribution est destiné à financer le développement des associations sportives locales et la formation de leurs animateurs.
Un prélèvement effectué chaque année, dans les conditions déterminées par la loi de finances, sur les sommes misées sur les jeux exploités par La Française des jeux (aujourd'hui FDJ United).
L'Agence nationale du sport est soumise au contrôle économique et financier exercé par le contrôleur budgétaire et comptable ministériel du ministère chargé des sports.
Le financement de l'ANS, assuré par l'État, est d'environ 350 millions d'euros. Au regard de la suppression prochaine des subventions de la loi Notre, le rôle des financements privés est à considérer.